# 10387 Бепіколомбо
10387 Бепіколомбо (10387 Bepicolombo) — астероїд головного поясу, відкритий 18 жовтня 1996 року.
Тіссеранів параметр щодо Юпітера — 3,322.
Названий на честь італійського математика Джузеппе Коломбо.